# Stadi di Carnegie
Gli stadi di Carnegie sono un sistema standard di 23 stadi usati per fornire un sistema unificato nella cronologia dello sviluppo embrionale dell'uomo e di tutti i vertebrati.
Gli stadi sono divisi attraverso lo sviluppo delle varie strutture embrionali e non per mezzo di misure o cronologicamente. Per questo, gli stadi possono variare tra le specie. Nello sviluppo umano sono coperti i primi 56 giorni di sviluppo, da quel punto in poi l'embrione può essere definito feto.
Il sistema è basato sui lavori di Streeter (1942), O'Rahilly e Müller (1987). Il nome "Carnegie stages" deriva dal Carnegie Institution of Washington.

## Stadi
I giorni sono approssimativi e sono calcolati dall'ultima ovulazione prima della gravidanza.

### Stadio 1
- Approssimativamente il 1º giorno.
- Dimensioni approssimative: 0,1-0,15 mm.
- Caratteristiche: oocita fertilizzato, globuli polari presenti, pronuclei sia maschili che femminili. Formazione dello zigote, presenza della zona pellucida

### Stadio 2
- Approssimativamente 2º-3º giorno.
- Dimensioni approssimative: 0,1-0,2 mm.
- Prima divisione mitotica, separazione dei blastomeri, formazione de blastomeri (12 cellule).
- Compattazione (8 a 16 cellule), formazione della morula
- Polarizzazione lentamente visibile

### Stadio 3
- Approssimativamente il 4º-5º giorno.
- Dimensioni approssimative: 0.1-0.2 mm.
- Formazione della cavità blastocistica e quindi della blastocisti (da 16 a 32 cellule). Segmentazione. Formazione polo embrionale e polo animale.
- Decomposizione zona pellucida. Blastocisti libera.
- Epiblasto ed ipoblasto formano il disco bilaminare

### Stadio 4
- Approssimativamente il 6º giorno.
- Dimensioni approssimative: 0,1-0,2 mm.
- Formazione sinciziotrofoblasto e citotrofoblasto
- Ancoraggio della blastocisti all'endometrio (interazione tra tessuto embrionale e materno)
- Impianto della blastocisti nella mucosa uterina

### Stage 5 (a-c)
- Stadio 5a: approssimativamente il 7º-8º giorno.  Dimensioni approssimative: 0,1-0,2 mm. Sviluppo del disco bilaminare, genesi della cavità amniotica, trofoblasto sprofonda nella mucosa uterina, trofoblasto solido.
- Stadio 5b: approssimativamente il 9º giorno.  Dimensioni approssimative: 0,1-0,2 mm. Formazione della lacuna del trofoblasto ed impianto definitivo. Definitiva cavità amniotica. prima vescicola ombelicale.
- Stadio 5c: approssimativamente il 11º-13º giorno.  Dimensioni approssimative: 0,15-0,2 mm. Vescicola ombelicale secondaria

### Stadio 6
- Approssimativamente il 17º giorno.
- Dimensioni approssimative: 0,2 mm.
- Linea primaria (prima scanalatura). Nodo primario. Villi coriali.

### Stadio 7
- Approssimativamente il 19º giorno.
- Dimensioni approssimative: 0,4 mm.
- Immigrazione mesoblastica, notocorda, piastra neurale, inizio emopoiesi

### Stadio 8
- Approssimativamente il 20º giorno.
- Dimensioni approssimative: 0,5-1,5 mm.
- Embrione a forma di pera
- Processo assiale
- Canale neurenterico
- Formazione neurale

### Stadio 9
- Approssimativamente il 21º giorno.
- Dimensioni approssimative: 1,5-2,5 mm.
- Solco neurale
- Setto trasveros
- Placodi
- Cuore primitivo
- 1-3 somiti

### Stadio 10
- Approssimativamente il 23º giorno.
- Dimensioni approssimative: 1,5-2,5 mm.
- Sviluppo dei primi due archi faringei
- 4-12 somiti
- Mesoderma intermedio
- Ciclo cardiaco

### Stadio 11
- Approssimativamente il 25º giorno.
- Dimensioni approssimative: 2,5-4,5 mm.
- Chiusura neuroporo rostrale
- Seno venoso formato
- Dotto mesonefrico
- Vescicola oftalmica
- Placodi acustici
- 13-20 somiti

### Stadio 12
- Approssimativamente il 27º giorno.
- Dimensioni approssimative: 5 mm.
- Chiusura neuroporo caudale
- 3° arco faringeo
- Abbozzi arti superiori
- 21-29 somiti

### Stadio 13
- Approssimativamente il 30º giorno.
- Dimensioni approssimative: 4-6 mm.
- Septum primum
- Foramen primum
- Placodi dei cristallini
- 4° arco faringeo

### Stadio 14
- Approssimativamente il 32º giorno.
- Dimensioni approssimative: 5-7 mm.
- Genesi canale endolinfatico
- Primordio cerebellare
- Primordio oculare visibile

### Stadio 15
- Approssimativamente il 36º giorno
- Dimensioni approssimative: 7-9 mm.
- Occhi coperti da ectoderma
- Genesi del palmo

### Stadio 16
- Approssimativamente il 40º giorno.
- Dimensioni approssimative: 8-11 mm.
- Ernia ombelicale fisiologica
- Genesi del piede
- Condotto nasolacrimale
- Pigmento oculare

### Stadio 17
- Approssimativamente il 43º giorno.
- Dimensioni approssimative: 11-14 mm.
- Meato acustico esterno
- Incremento circonferenza della testa
- Formazione zone interdigitali

### Stadio 18
- Approssimativamente il 46º giorno.
- Dimensioni approssimative: 13-17 mm.
- Formazione dei primordi della dita dei piedi
- Primordio nasale
- Septum secundum

### Stadio 19
- Approssimativamente il 48º giorno.
- Dimensioni approssimative: 16-18 mm.
- Mascella e mandibola
- Punti di attacco del ginocchio
- Rottura membrana cloacale

### Stadio 20
- Approssimativamente il 51º giorno.
- Dimensioni approssimative: 18-22 mm
- Braccia in pronazione
- Dita distinte ma mano palmata
- Prime incisure tra i raggi digitali dei piedi

### Stadio 21
- Approssimativamente il 53º giorno.
- Dimensioni approssimative: 22-24 mm
- Dita dei piedi distinte, ma piedi palmati

### Stadio 22
- Approssimativamente il 55º giorno.
- Dimensioni approssimative: 23-28 mm
- Setto nasale

### Stadio 23
- Approssimativamente il 56º giorno.
- Dimensioni approssimative: 27-31 mm
- Angolo tra testa e collo di circa 30°
- Testa circa il 50% dell'embrione
- Sviluppo del primordio genitale esterno.